# مناطق محروم
«مناطق محروم» یا «مناطق کمتر توسعه‌یافته» اصطلاحی است که در نظام سیاست‌گذاری ایران برای برخی مناطق به کار می‌رود. منطقه محروم دارای تعریف روشن قانونی نیست، اما در مجموعه‌ای از قوانین ایران از این عنوان یا عنوان‌های شبیه به آن یاد شده‌است. تعیین مناطق محروم در قوانین مختلف به عهده دولت گذاشته شده‌است. یکی از قوانینی که ظاهراً صریحاً به این مفهوم اشاره دارد «قانون الزام دولت برای جبران عقب ماندگی‌های استان‌ها و مناطقی که شاخص‌های توسعه آن‌ها زیر شاخص میانگین کشور است» است. این قانون، سازمان مدیریت و برنامه‌ریزی کشور را مکلف به شناسایی «عدم تعادل بارز»، «در عرصه‌های مناطق مختلف کشور»، «در چارچوب سیاست‌ها و جهت‌گیری‌های آمایش سرزمین» می‌کند. در یکی دیگر از قوانین مرتبط با این مفهوم، مجلس شورای اسلامی، دولت را مکلف به حمایت بودجه‌ای بیشتر از استان‌هایی کرده که شاخص‌های نرخ بیکاری، آب شرب شهری و روستایی، آموزش و پرورش، بهداشت و درمان، بهسازی روستاها، راه و زیرساخت‌های جاده ای، سرانه‌های عمران شهری و درآمد شهرداری در این استان‌ها پایین‌تر از متوسط کشوری است.
در تقسیمات کشوری ایران هیچ سطحی از تقسیمات به عنوان منطقه شناسایی نشده‌است و از این جهت مفهوم منطقه را نیز می‌توان دارای ابهام حقوقی دانست.
دولت در زمینه‌های مختلف مصوبه‌های گوناگونی را برای تعیین مناطق محروم داشته‌است. به عنوان مثال برای پرداخت جذب فوق‌العاده نیروی انسانی شاغل در نقاط دورافتاده، جنگی و محروم یک مصوبه ویژه از تصویب دولت گذشته و این مناطق معین شده‌اند. جامع‌ترین مصوبه در این زمینه، «تصویب‌نامه در خصوص تعیین مناطق محروم و کمتر توسعه یافته در امور حمایتی» است که مصداق‌یابی این مفهوم در چند قانون مختلف با رویکرد حمایتی را ذیل یک مصوبه واحد جمع آورده‌است. برای شناسایی مناطق محروم در این مصوبه از مفاهیم شهرستان و بخش در تقسیمات کشوری ایران استفاده شده‌است.